# MediaBrowser
MediaBrowser (MediaBrowser.com, Inc.) — компанія з брендингу браузерів, яку заснував у 2000 році Марк К. Браун. Вони створили спеціальні фірмові версії Internet Explorer для різних фірмових брендів і тем. Оскільки фірмові браузери MediaBrowser вимагають Internet Explorer 5 або новішої версії, вони підтримуються лише в операційних системах Windows. 5 грудня 2001 року Mediabrowser.com, Inc. збанкрутувала та закрила свій сайт і фірмові браузери.

## Системні вимоги
Windows 95, Windows XP, Internet Explorer 5.0 та вище, Windows Media Player 6.4 та вище, Macromedia Flash Player 4.0 та вище. Крім цього, процесор із тактовою частотою 486 МГц та вище, 32 МБ ОЗП, 5 МБ вільного місця на диску і присутність з'єднання з інтернетом.
Через проблеми із сумісністю MediaBrowser несумісний із Windows Vista та Windows 7; однак, він може працювати за допомогою режиму сумісності з Windows XP.

## Реєстрація браузера
Після нової інсталяції фірмового браузера MediaBrowser користувач повинен був зареєструвати свій браузер за допомогою онлайн-реєстраційної форми MediaBrowser, у якій запитувалося ім’я, адреса, тощо, якщо йому було більше 12 років. Коли MediaBrowser було закрито, процес реєстрації було порушено (оскільки реєстраційна форма була розміщена на їхньому вебсайті, який тепер не існує), тому користувачі не могли ним користуватися, якщо не змінили значення в реєстрі Windows.

## Брендинг
Брендинг складався з різних зображень бренду на фоні, навігаційних кнопках, заставці та посиланнях на конкретні сторінки, пов’язані з брендом компанії. У MediaBrower також було місце для показу реклами внизу браузера. MicroTron від MediaBrowser також був включений у кожен бренд MediaBrowser для відображення користувачам відеовмісту, пов’язаного з брендом.

## Nintendo і MediaBrowser
Наприкінці 2000 року відеоігрова компанія Nintendo співпрацювала з MediaBrowser, щоб створити фірмові браузери своїх нових і майбутніх відеоігор. Перші два браузери були для (тоді майбутніх) відеоігор Pokémon Gold і Silver та Mario Tennis. Роздрібні торговці роздавали CD-ROM копії фірмового браузера Pokémon GS усім, хто попередньо замовляв копію Pokémon Gold або Silver, як спеціальну акцію.[4] Пізніше, у 2001 році, інші браузери були випущені під брендом інших ігор Nintendo, таких як Paper Mario та The Legend of Zelda: Majora's Mask. Також був випущений фірмовий браузер Nintendo Power.

## Банкрутство
MediaBrowser.com, Inc. збанкрутувала 5 грудня 2001 року відповідно до глави 7 через борги компанії в розмірі 2,49 мільйона доларів і різні неоплачені позики. Сайт, який містив усі фірмові браузери, було видалено, а Nintendo опублікувала повідомлення на своїй сторінці завантажень із зазначенням: «Спеціальні браузери Nintendo наразі недоступні. Ми не маємо дати, коли вони повернуться, але продовжуйте перевіряти сторінку завантажень Nintendo.com за оновлення. Дякую!»